# انگینگ
انگینگ (به لاتین: Anqing) یک شهر مرکزی در جمهوری خلق چین است که در آن‌هوئی واقع شده است.

## خصوصیات
انگینگ ۱۵٬۳۹۸ کیلومترمربع مساحت و ۵٬۳۱۱٬۳۷۹ نفر جمعیت دارد.

## خواهرخوانده
شهرهای ایباراکی، اوساکا و کوتاهیه خواهرخوانده‌های انگینگ هستند.